# Tramvajová doprava v Jaworzně
Tramvajová doprava v Jaworzně je nerealizovaný projekt zavedení tramvajové dopravy v polském městě Jaworzno. Tento plán byl zahrnut do provozní studie pro město Jaworzno zadané k realizaci v roce 2010 a měl být realizován s využitím finančních prostředků z Evropské unie. Pro napájení trakční sítě měla být postavena solární elektrárna. V dubnu 2016 primátor Jaworzna Paweł Silbert oznámil, že město odstupuje od projektu výstavby tramvajového systému.

## Koncepce
Původně plánovaná tramvajová síť měla sestávat z jediné dvoukolejné trati o délce přibližně 7,5 km, která měla spojit Osiedle Skałka s Dąbrowou Narodowou přes Śródmieście, a na sídlišti Leopold měla trať rozvětvit a obejít jej po obou stranách. Vozovna měla být postavená v areálu PKM Jaworzno.
Pozdější projekt předpokládal výstavbu dvou tramvajových tratí o celkové délce 12–14 km, z nichž první měla spojit Osiedle Skałka s Dąbrowou Narodowou a druhá Śródmieście a Szczakowou přes Niedzieliska. Tato síť měla být integrována s autobusovou dopravou a tramvaje měly být poháněny solární elektrárnou. Investice měla stát 290 milionů zlotých a měla být spolufinancována z fondů EU.

## Linky
- Skałka – Śródmieście – Pechnik – Podłęże – Osiedle Stałe – Dąbrowa Narodowa
- Śródmieście – Gigant – Niedzieliska – Szczakowa